# هاريسون موخيكا
هاريسون موخيكا (بالإسبانية: Harrison Mojica) (17 فبراير 1993 في كولومبيا - ) هو لاعب كرة قدم كولومبي في مركز الوسط. شارك مع منتخب كولومبيا تحت 20 سنة لكرة القدم. أما مع النوادي، فقد لعب مع ديبورتيفو كالي.

## وصلات خارجية
- هاريسون موخيكا على موقع قاعدة بيانات كرة القدم.إي يو (الإنجليزية)
- هاريسون موخيكا على موقع Soccerway.com (الإنجليزية)
- هاريسون موخيكا على موقع عالم كرة القدم.نت (الإنجليزية)
- هاريسون موخيكا على موقع AS.com (الإسبانية)